# Linea Namboku (metropolitana di Sendai)
La linea Namboku (南北線?, Namboku-sen) è una delle due linee della metropolitana di Sendai, gestita dall'operatore Sendai City Transportation Bureau a Sendai, nella prefettura di Miyagi in Giappone. È contrassegnata dal colore verde.

## Storia
La linea è stata costruita a partire dal 1981, e nel 1987 è stata inaugurata la prima tratta fra le stazioni di Yaotome e Tomizawa. È stata poi estesa nel 1992 fino all'attuale capolinea di Izumi-Chūō. A causa del terremoto e maremoto del Tōhoku del 2011 l'infrastruttura ha subito diversi danni ed è rimasta chiusa dall'11 marzo al 29 marzo 2011.
In futuro sono previsti ulteriori prolungamenti oltre l'attuale capolinea di Izumi-Chūō, ma al momento la copertura finanziaria necessaria è assente.

## Caratteristiche
La linea è a scartamento ridotto di 1067 mm ed è lunga 14,8 km con 17 stazioni. La linea è elettrificata a 1500V e il tempo di percorrenza da un capolinea all'altro è di 27 minuti. Il nome Namboku deriva dal tragitto nord-sud che percorre la linea, passando per la stazione di Sendai. Questa è la prima linea di metropolitana al mondo a utilizzare la tecnologia della logica fuzzy, sviluppata da Hitachi, che permette movimenti più morbidi e maggiore risparmio energetico.

## Elenco delle stazioni
| Stazione          | Giapponese | Distanza dalla stazione precedente | Distanza da Tomizawa | Coordinate               | Interscambi | Posizione              |
| ----------------- | ---------- | ---------------------------------- | -------------------- | ------------------------ | --- | ---------------------- |
| Tomizawa          | 富沢       | N/A                                | 0.0 km               | 38.214167°N 140.870556°E | | Taihaku-ku, Sendai     |
| Nagamachi-Minami  | 長町南     | 1.5 km                             | 1.5 km               | 38.224722°N 140.876667°E | | Taihaku-ku, Sendai     |
| Nagamachi         | 長町       | 0.9 km                             | 2.4 km               | 38.226389°N 140.885556°E | JR East: Linea principale Tōhoku, Linea Jōban                                                                                                   | Taihaku-ku, Sendai     |
| Nagamachi-Itchōme | 長町一丁目 | 0.7 km                             | 3.1 km               | 38.234167°N 140.8875°E   | | Taihaku-ku, Sendai     |
| Kawaramachi       | 河原町     | 0.8 km                             | 3.9 km               | 38.241111°N 140.887778°E | | Wakabayashi-ku, Sendai |
| Atagobashi        | 愛宕橋     | 0.9 km                             | 4.8 km               | 38.2475°N 140.881667°E   | | Wakabayashi-ku, Sendai |
| Itsutsubashi      | 五橋       | 0.6 km                             | 5.4 km               | 38.251944°N 140.881111°E | | Aoba-ku, Sendai        |
| Sendai            | 仙台       | 0.9 km                             | 6.3 km               | 38.260278°N 140.881944°E | ● Linea Tōzai JR East: Tōhoku Shinkansen, Linea principale Tōhoku, Linea Senzan, Linea Senseki (alla vicina stazione di Aoba-dōri), Linea Jōban | Aoba-ku, Sendai        |
| Hirose-dōri       | 広瀬通     | 0.6 km                             | 6.9 km               | 38.262778°N 140.875833°E | | Aoba-ku, Sendai        |
| Kōtōdai-Kōen      | 勾当台公園 | 0.6 km                             | 7.5 km               | 38.266389°N 140.871389°E | | Aoba-ku, Sendai        |
| Kita-Yobanchō     | 北四番丁   | 0.7 km                             | 8.2 km               | 38.272222°N 140.868889°E | | Aoba-ku, Sendai        |
| Kita-Sendai       | 北仙台     | 1.2 km                             | 9.4 km               | 38.281667°N 140.869167°E | JR East: Linea Senzan | Aoba-ku, Sendai        |
| Dainohara         | 台原       | 1.1 km                             | 10.5 km              | 38.288611°N 140.878611°E | | Aoba-ku, Sendai        |
| Asahigaoka        | 旭ヶ丘     | 1.0 km                             | 11.5 km              | 38.295833°N 140.883611°E | | Aoba-ku, Sendai        |
| Kuromatsu         | 黒松       | 0.8 km                             | 12.3 km              | 38.303056°N 140.886389°E | | Izumi-ku, Sendai       |
| Yaotome           | 八乙女     | 1.3 km                             | 13.6 km              | 38.313056°N 140.884028°E | | Izumi-ku, Sendai       |
| Izumi-Chūō        | 泉中央     | 1.2 km                             | 14.8 km              | 38.323056°N 140.880556°E | | Izumi-ku, Sendai       |